# 西海市立西海西小学校
西海市立西海西小学校（さいかいしりつ さいかいにししょうがっこう, Saikai City Saikainishi Elementary School）は、長崎県西海市西海町太田和郷にあった公立小学校。略称は「西海西」（さいかいにし）、「西小」（にししょう）。
西海市立西海南小学校との統合により、西海市立西海小学校が新設されるため、2016年（平成28年）3月末に閉校した。
なお、西海西小学校の校地・校舎が新設の西海小学校に継承されている。

## 概要
歴史
1978年（昭和53年）に当時の西海町立面高小学校太田和分校を独立させる形で、「西海町立西小学校」が開校。2005年（平成17年）の町村合併により、現校名となった。2013年（平成25年）に創立35周年を迎えた。
学校教育目標
「楽しい学校・きれいな学校・開かれた学校」
校章
1978年（昭和53年）に制定。旧・面高小学校の校章をほぼ継承し、中央の「面小」の文字を「西」の文字に変更。海の波を図案化したものを背景にして中央に「西」の文字を置く。
校歌
1978年（昭和53年）に制定された。作詞・作曲ともに富永博による。歌詞は3番まであり、3番に校名の「西小」が登場している。
校区
住所表記で西海市西海町の後に「太田和（岳・港・西・南・北・東）、中浦（奥野（奥野地区の中浦北郷・中浦南郷）・中浦木場・石宗）」が続く地域。中学校区は西海市立西海中学校。

## 沿革
前史（面高小学校および太田和分校）
- 1874年（明治7年）- 学制に基づき、岳の城跡西側の竈門（かまど）神社付近に「公立下等面高小学校」（面高の読みは「おもだか」）が開校。
- 1875年（明治8年）
  - 字塔尾に「公立下等天久保小学校」が開校し、天久保郷と黒口郷の児童を収容。
  - 太田和神社の東南に「公立下等太田和小学校」が開校。
- 1881年（明治14年）- 暴風雨により、上記の3校舎ともに倒壊。
  - 面高小学校は竈門神社の拝殿を仮校舎として使用。
  - 天久保小学校は字村中に移転。
  - 太田和小学校は太田和郷1133番地にあった旧庄屋の隣接地に移転。
- 1882年（明治15年）- 天久保小学校が面高小学校に統合され、天久保分教場となる。
- 1886年（明治19年）9月 - 小学校令の施行により、簡易科（3年制）を設置の上、「簡易面高小学校」・「簡易太田和小学校」に改称。
- 1889年（明治22年）4月 - 町村制の施行により、両小学校とも面高村立の小学校となる。
- 1890年（明治23年）4月 - 小学校令の改正により、簡易科を廃止し、尋常科（4年制）を設置の上、「尋常面高小学校」・「尋常太田和小学校」に改称。
- 1893年（明治26年）4月 - 小学校令の一部改正により、「面高尋常小学校」・「太田和尋常小学校」に改称（「尋常」の位置が変わる）。
- 1896年（明治29年）11月（12月とも） - 黒口郷海岸に木造2階建ての校舎を完成させ、高等科を併置の上、「面高尋常高等小学校」（尋常科6年・高等科2年）に改称。
  - 太田和尋常小学校を統合し、「太田和分教場」とする。また天久保分教場を面高本郷に移築し、「面高分教場」とする。
- 1899年（明治32年）7月 - 高等科を4年制とする。児童数の増加により、本校校舎1棟を新築。また村役場の移転のため、旧役場の建物を仮校舎とする。
- 1902年（明治35年）- 西校舎が完成。
- 1908年（明治41年）4月 - 小学校令の一部改正により、義務教育年限が尋常科4年から尋常科6年に延長されたため、修業年限を尋常科6年・高等科2年に改定。
- 1910年（明治43年）4月 - 太田和分教場に4年生までの児童を収容。
- 1913年（大正2年）
  - 12月 - 面高分教場の校舎を字萩原に新築し移転。
  - この時 - 本校の東校舎が完成。
- 1914年（大正3年）2月11日 - 面高実業補習学校（男子部）を併置。
- 1919年（大正8年）- 併置の面高実業補習学校に女子部を設置。
- 1927年（昭和2年）- 太田和分教場を移転。
- 1935年（昭和10年）6月1日 - 青年学校令の施行により、併設の実業補習学校が「面高青年学校」に改称。
- 1941年（昭和16年）4月 - 国民学校令の施行により、「面高村国民学校」（初等科6年・高等科2年）に改称。
- 1947年（昭和22年）4月 - 学制改革（六・三制の実施）が行われる。
  - 旧・国民学校の初等科が改組され、「面高村立面高小学校」（6年制）が発足。面高分教場を「面高分校」、太田和分教場を「太田和分校」とする。
  - 旧・国民学校の高等科が改組され、「面高村立面高中学校」（新制中学校,3年制）となり、当面の間小学校と青年学校に併設される。
- 1948年（昭和23年）3月31日 - 面高青年学校が廃止される。
- 1955年（昭和30年）
  - 4月1日 - 七釜村と面高村が合併し西海村になったため、「西海村立面高小学校」に改称。
  - 10月1日 - 面高分校が西海村立瀬川小学校横瀬分校と統合され、「西海村立北小学校」として独立。
- 1963年（昭和38年）4月1日 - 太田和分校で6年生までの児童を収容。
- 1964年（昭和39年）2月9日 - 鉄筋コンクリート造の校舎が完成。
- 1965年（昭和40年）9月 - 校歌を制定[1]。
- 1969年（昭和44年）1月1日 - 町制施行により、「西海町立面高小学校」に改称。
- 1972年（昭和47年）2月 - 西海町立学校給食共同調理場が完成し、完全給食を開始。
- 1977年（昭和52年）3月 - 体育館が完成。
- 1978年（昭和53年）3月31日 - 西海町立面高小学校（本校）が廃止される。

正史（西海西小学校）
- 1978年（昭和53年）
  - 4月1日 - 旧・面高小学校太田和分校が「西海町立西小学校」として独立。
  - 9月24日 - 校章を制定。
  - 10月16日 - 校歌を制定。
- 1982年（昭和57年）3月10日 - 新校舎および体育館が完成。
- 1990年（平成2年）3月13日 - プールが完成。
- 1994年（平成6年）3月14日 - パソコンを設置。
- 1998年（平成10年）1月31日 - プラネタリウムを整備。
- 2005年（平成17年）4月1日 - 西海市の発足により、「西海市立西海西小学校」と改称。
- 2016年（平成28年）
  - 3月24日 - 閉校記念式典を挙行。
  - 3月31日 - 閉校。西海市立西海南小学校と統合の上、「西海市立西海小学校」が新設される。

## 交通アクセス
最寄りのバス停
- さいかい交通（長崎自動車（長崎バス））「西小学校前」「古子」バス停

最寄りの道路
- 長崎県道43号西彼太田和港線 - 「古子」交差点で国道202号と接続している。

## 周辺
- 太田和公民館
- はすの実保育園
- 太田和簡易郵便局

## 参考資料
- 「西海町郷土誌」（2005年（平成17年）3月31日（閉町日）発行, 西海町教育委員会）
- 「西彼杵郡現勢一班」（1926年（昭和元年）12月31日発行, 出版:郡役所廃止記念会）- 国立国会図書館近代デジタルライブラリー p.334（コマ番号178）